# Championnat des Maldives de football 2002
Navigation
Saison précédente Saison suivante
La saison 2002 du Championnat des Maldives de football est la cinquante-deuxième édition du championnat national aux Maldives.
La compétition se déroule en quatre phases distinctes :
- Les championnats régionaux déterminent les équipes qualifiées pour la Dhivehi League, la poule nationale, avec 6 qualifiées pour l'atoll de Malé et 2 pour l'ensemble des autres atolls.
- Les huit formations sont regroupées au sein d'une poule unique et s'affrontent une seule fois.
- Les six meilleures équipes de la poule sont regroupées au sein d'une poule unique et s'affrontent une nouvelle fois
- Les quatre premiers disputent la phase finale nationale pour le titre de champion des Maldives, avec demi-finales et finale.

C’est le tenant du titre, Victory SC, qui est à nouveau sacré cette saison après avoir battu Club Valencia en finale. Il s'agit du septième titre de champion des Maldives de l'histoire du club.

## Les clubs participants
| - Atoll de Malé : - Victory SC - Hurriyya SC - Club Valencia - Island FC - New Radiant - STELCO | - Atoll de Thinadhoo : - Thinadhoo FC - Atoll de Veymandoo - Veymandoo FC |

## Compétition
Le barème de points servant à établir le classement se décompose ainsi :
- Victoire : 3 points
- Match nul : 1 point
- Défaite : 0 point

### Dhivehi League

#### Première phase
| Rang | Équipe        | Pts | J | G | N | P | Bp | Bc | Diff |  | Résultats (▼ dom., ► ext.) | Val | Isl | Vic | NRa | Vey | Hur | STE | Thi |
| ---- | ------------- | --- | - | - | - | - | -- | -- | ---- |  | -------------------------- | --- | --- | --- | --- | --- | --- | --- | --- |
| 1    | Club Valencia | 17  | 7 | 5 | 2 | 0 | 28 | 11 | +17  |  | Club Valencia              |     | 2-2 | 2-0 | 2-1 | 3-1 | 5-5 | 5-1 | 9-1 |
| 2    | Island FCC    | 16  | 7 | 5 | 1 | 1 | 16 | 9  | +7   |  | Island FCC                 |     |     | 1-0 | 0-3 | 4-0 | 5-3 | 2-1 | 2-0 |
| 3    | Victory SCT   | 15  | 7 | 5 | 0 | 2 | 21 | 5  | +16  |  | Victory SCT                |     |     |     | 2-0 | 9-1 | 2-1 | 5-0 | 3-0 |
| 4    | New Radiant   | 10  | 7 | 3 | 1 | 3 | 13 | 8  | +5   |  | New Radiant                |     |     |     |     | 2-0 | 2-2 | 1-2 | 4-0 |
| 5    | Veymandoo FC  | 9   | 7 | 3 | 0 | 4 | 8  | 20 | -12  |  | Veymandoo FC               |     |     |     |     |     | 2-1 | 2-1 | 2-0 |
| 6    | Hurriyya SC   | 6   | 7 | 1 | 3 | 3 | 14 | 17 | -3   |  | Hurriyya SC                |     |     |     |     |     |     | 1-0 | 1-1 |
| 7    | STELCO        | 4   | 7 | 1 | 1 | 5 | 7  | 18 | -11  |  | STELCO                     |     |     |     |     |     |     |     | 2-2 |
| 8    | Thinadhoo FC  | 2   | 7 | 0 | 2 | 5 | 4  | 23 | -19  |  | Thinadhoo FC               |     |     |     |     |     |     |     |     |

|  | Qualification pour la seconde phase                        |
|  | T : Tenant du titre C : Vainqueur de la Coupe des Maldives |

#### Seconde phase
| Rang | Équipe        | Pts | J  | G | N | P | Bp | Bc | Diff |  | Résultats (▼ dom., ► ext.) | Val | Vic | Isl | NRa | Vey | Hur |
| ---- | ------------- | --- | -- | - | - | - | -- | -- | ---- |  | -------------------------- | --- | --- | --- | --- | --- | --- |
| 1    | Club Valencia | 30  | 12 | 9 | 3 | 0 | 46 | 18 | +28  |  | Club Valencia              |     | 2-2 | 3-1 | 2-1 | 7-0 | 4-3 |
| 2    | Victory SCT   | 28  | 12 | 9 | 1 | 2 | 37 | 9  | +28  |  | Victory SCT                |     |     | 2-0 | 2-0 | 6-1 | 4-1 |
| 3    | Island FCC    | 23  | 12 | 7 | 2 | 3 | 22 | 15 | +7   |  | Island FCC                 |     |     |     | 1-0 | 1-1 | 3-0 |
| 4    | New Radiant   | 12  | 12 | 3 | 3 | 6 | 18 | 17 | +1   |  | New Radiant                |     |     |     |     | 1-1 | 3-3 |
| 5    | Veymandoo FC  | 11  | 12 | 3 | 2 | 7 | 13 | 39 | -26  |  | Veymandoo FC               |     |     |     |     |     | 2-4 |
| 6    | Hurriyya SC   | 10  | 12 | 2 | 4 | 6 | 25 | 33 | -8   |  | Hurriyya SC                |     |     |     |     |     |     |

|  | Qualification pour la phase finale                         |
|  | T : Tenant du titre C : Vainqueur de la Coupe des Maldives |

### Phase finale
|  | Demi-finales    | Demi-finales    | Demi-finales    |  |   | Finale de repêchage | Finale de repêchage | Finale de repêchage |   |               | Grande finale   | Grande finale   | Grande finale   |
|  |                 |                 |                 |  |   |                     |                     |                     |   |               |                 |                 |                 |
|  | 15 octobre 2002 |                 |                 |  |   |                     |                     |                     |   |               |                 |                 |                 |
|  | 2               | Victory SC      | 5               |  |   |                     |                     |                     |   |               | 30 octobre 2002 | 30 octobre 2002 | 30 octobre 2002 |
|  | 1               | Club Valencia   | 0               |  |   | 26 octobre 2002     | 26 octobre 2002     | 26 octobre 2002     |   |               | 2               | Victory SC      | 4               |
|  |                 |                 |                 |  | 1 | Club Valencia       | 5                   |                     | 1 | Club Valencia | 2               |                 |                 |
|  | 16 octobre 2002 | 16 octobre 2002 | 16 octobre 2002 |  | 3 | Island FC           | 2                   |                     |   |               |                 |                 |                 |
|  | 3               | Island FC       | 3               |  |   |                     |                     |                     |   |               |                 |                 |                 |
|  | 4               | New Radiant     | 1               |  |   |                     |                     |                     |   |               |                 |                 |                 |

## Bilan de la saison
| Championnat des Maldives de football 2002                             |                       |
| Champion                                                              | Victory SC (7e titre) |
| Coupes et trophées                                                    |                       |
| Vainqueur de la Coupe des Maldives 2002                               | Island FC             |
| Qualifications continentales                                          |                       |
| Ligue des champions de l'AFC 2002-2003                                | Victory SC            |
| Ligue des champions de l'AFC 2002-2003                                | New Radiant           |
| Promotions et relégations                                             |                       |
| Promus en Dhivehi League                                              | Aucun                 |
| Relégués en Championnat des Maldives de football de deuxième division | Aucun                 |